# Idioma irula
El Irula es una lengua drávida hablada por los Irulas que habitan el área de las montañas Nilgiri, en los estados de Tamil Nadu, Kerala, y  Karnataka, India. Está estrechamente relacionado con el tamil. Está escrito con el alfabeto tamil.

## Orígenes
La lengua fue descrita y clasificada por primera vez por el indólogo Kamil Zvelebil, quien en 1955 demostró que el Irula es una lengua independiente del sur de Dravidia que es similar al idioma tamil, particularmente al antiguo tamil, con algunas características similares a canarés. Antes de eso, tradicionalmente se negaba o se ponía en duda, y se describía al Irula como una mezcla tosca o corrupta del tamil y kannada.
Según una hipótesis tentativa de Kamil Zvelebil, una población melanida predravidiana que forma antropológicamente la mayor parte de los Irulas comenzó a hablar un antiguo dialecto pre o prototamil, que se superpuso casi por completo a su habla nativa (predravidiana).  Esto luego se convirtió en la base de la lengua, que posteriormente debió estar en estrecho contacto con las otras lenguas tribales del área de Nilgiri, así como con las grandes lenguas circundantes, como el canarés, el tamil y el malayalam.

## Fonológia
Las tablas presentan las siguientes vocales. y consonantes.

### Vocales
|         | Anteriores | Anteriores | Centrales | Centrales | Centrales | Centrales | posterior | posterior |
| corta   | larga      | corta      | larga     | corta     | larga     | corta     | larga     |           |
| ------- | ---------- | ---------- | --------- | --------- | --------- | --------- | --------- | --------- |
| cerrada | i          | iː         | ɨ         | ɨː        | ʉ         | ʉː        | u         | uː        |
| Media   | e          | eː         | ə         | əː        | ɵ         | ɵː        | o         | oː        |
| abierta |            |            | a         | aː        |           |           |           |           |

Zvelebil y Perialwar habían enumerado <ä, ǟ> centralizados antes en la fonología.  La verdadera cualidad que distingue <ä, ǟ> y <a, ā> no está clara.

### Consonantes
|             |            | Labiales | Dentales | Alveolares | Retroflejas | Postalveolares/ Palatales | Velares |
| ----------- | ---------- | -------- | -------- | ---------- | ----------- | ------------------------- | ------- |
| Nasales     | Nasales    | m        |          | n          | ɳ           |                           |         |
| Oclusivas   | sorda      | p        | t̪        | t          | ʈ           | t͡ʃ                        | k       |
| Oclusivas   | sonora     | b        | d̪        | d          | ɖ           | d͡ʒ                        | ɡ       |
| Fricativas  | Fricativas |          |          | s          |             |                           |         |
| Aproximante | centrales  | ʋ        |          |            |             | j                         |         |
| Aproximante | laterales  |          |          | l          | ɭ           |                           |         |
| Róticas     | Róticas    |          |          | ɾ, r       | ɽ           |                           |         |

- No está claro cómo /d/ y /r/ son fonemas diferentes.